# 바탕질
기질(基質, 영어: matrix) 또는 바탕질은 생물학에서 진핵생물의 세포 사이에 있는 물질(또는 조직)이다. 결합 조직의 구조는 세포외 기질이다. 손톱과 발톱은 기질로부터 자라난다. 기질은 다양한 결합 조직에서 발견된다. 기질은 일반적으로 결합 조직에서 세포질 대신 젤리 같은 구조물로 사용된다.

## 조직 수준에서의 기질

### 세포외 기질
세포외 기질의 주요 성분은 세포에 의해 분비된 당단백질이다. 당단백질은 공유 결합된 탄수화물(보통 당의 사슬이 짧다)을 함유한 단백질이다. 대부분의 동물 세포의 세포외 기질에서 가장 풍부한 당단백질은 콜라겐으로 세포 외부에 강한 섬유질을 형성한다. 실제로 콜라겐은 인체 내 총 단백질의 약 40%를 차지한다. 콜라겐 섬유는 프로테오글리칸으로 짜여진 망에 포함되어 있다. 프로테오글리칸 분자는 많은 탄수화물 사슬들이 공유 결합으로 연결된 작은 핵심 단백질로 구성되어 있어서, 탄수화물이 최대 95%를 차지할 수 있다. 수 백개의 프로테오글리칸이 긴 단일 분자 다당류에 비공유 결합적으로 부착되면 보다 큰 프로테오글리칸 복합체를 형성할 수 있다. 일부 세포들은 피브로넥틴과 같은 다른 세포외 기질 당단백질들에 의해 세포외 기질에 부착된다. 피브로넥틴 및 기타 세포외 기질 단백질들은 원형질막에 내재된 인테그린이라 불리는 세포 표면 수용체 단백질에 결합한다. 인테그린은 막에 걸쳐서 존재하며, 세포질 쪽에서 세포 골격의 미세섬유에 부착되어 있는 연관 단백질과 결합한다. "인테그린"이라는 이름은 "통합시킨다(integrate)"라는 단어에 기반하며, 인테그린은 세포외 기질과 세포 골격 사이에서 신호를 전달하여 세포 외부와 내부에서 일어나는 변화를 통합하는 위치에 존재한다. 피브로넥틴, 기타 세포외 기질 분자들 및 인테그린에 대한 현재의 연구들은 세포에서 세포외 기질의 영향력있는 역할을 밝혀내고 있다. 인테그린을 통해 세포와 신호를 주고 받음으로써 세포외 기질은 세포의 행동을 조절할 수 있다. 예를 들어, 발생 중인 배아의 일부 세포는 미세섬유의 방향을 세포외 기질의 섬유 "입자"에 일치시켜 특정 경로를 따라 이동한다. 연구자들은 또한 세포 주위의 세포외 기질이 핵에 있는 유전자들의 활성에 영향을 미칠 수도 있다는 것을 알아내고 있다. 세포외 기질에 대한 정보는 아마도 기계적 및 화학적 신호 전달 경로의 조합을 통해 핵에 도달할 것이다. 기계적 신호 전달은 피브로넥틴, 인테그린, 세포 골격의 미세섬유를 포함한다. 세포 골격의 변화는 세포 내부의 화학적 신호 전달 경로를 유발하여 세포에 의해 만들어지는 일련의 단백질들을 변화시켜 세포 기능을 변화시킨다. 이런 식으로 특정 조직의 세포외 기질은 해당 조직 내의 모든 세포의 행동을 조정하는데 도움이 될 수 있다. 세포 간의 직접적인 연결도 이러한 조정에 의해 이루어진다.

### 골기질
뼈는 신체에서 발견되는 결합 조직의 한 형태로 주로 수산화인회석이 함유된 콜라겐으로 구성되어 있다. 큰 포유류에서는 골단위에 배열된다. 골기질은 칼슘과 같은 무기염류를 저장하고, 내부 장기들을 보호하며, 운동을 지원한다.

### 연골기질
연골은 신체에서 발견되는 또 다른 형태의 결합 조직으로 관절에 매끄러운 표면을 제공하고 발달 중 뼈의 성장에 대한 메커니즘을 제공한다.

## 세포소기관 수준에서의 기질

### 미토콘드리아 기질
미토콘드리아 기질은 피루브산 및 기타 작은 유기 분자들의 산화를 촉매하는 가용성 효소들을 함유하고 있다.

### 핵기질
세포핵에서 기질은 가용성 DNA를 추출한 후에 남아있는 불용성의 분획이다.

### 골지 기질
골지체 기질은 골지체 주변의 단백질 비계로 골지체의 형태와 막의 적층을 유지하는데 관여하는 골지체의 세포질 쪽에 위치한 골진(Golgin), GRASP 및 여러 종류의 기타 단백질들로 구성된다.

## 배지 (매트릭스)
매트릭스는 또한 세균이 성장(배양)되는 배지를 지칭한다. 예를 들어, 한천의 페트리 디시는 환자의 목에서 채취한 샘플을 배양하기 위한 배지(매트릭스)가 될 수 있다.

## 같이 보기
- 매트리시티

### 세포 및 조직
- 저미널 매트릭스
- 트라이코사이트

### 분자생물학
- 스캐폴드/매트릭스 부착 부위
- 매트릭스 메탈로펩티데이스
- 기질 단백질

### 생물정보학 및 서열 진화
- 점 수용 돌연변이
- 위치 가중치 매트릭스
- 유사도 측정
- 치환 매트릭스

### 식물학 및 농업
- 매트릭스 식재

### 개체군 생물학 및 생태학
- 기질 개체군 모형